# أحمد المسلماني
أحمد محمد محمود المسلماني (23 سبتمبر 1970)، كاتب صحفي وإعلامي مصري، يشغل حاليًا منصب رئيس الهيئة الوطنية للإعلام، وعمل سابقا بمنصب المستشار الاعلامي للرئيس المصري المؤقت عدلي منصور.

## النشأة
ولد المسلماني في مركز بسيون، محافظة الغربية، وتخرج في قسم العلوم السياسية بكلية الاقتصاد والعلوم السياسية جامعة القاهرة عام 1992، مارس العمل على مدى سنوات عديدة. فكان رئيس اتحاد الطلاب على مستوى إدارة بسيون التعليمية أثناء الدراسة الإعدادية. ثم رئيساً لاتحاد طلاب محافظة الغربية أثناء الدراسة الثانوية، وتولى رئاسة اللجنة الثقافية في اتحاد طلاب كلية الاقتصاد والعلوم السياسية أثناء الدراسة الجامعية.المسلماني] 
حصل في تلك الأثناء على جوائز وشهادات تقدير متعددة حيث فاز بلقب الطالب المثالى على مستوى محافظة الغربية أثناء الدراسة الثانوية.. وحصل على لقب الطالب المثالى على مستوى مدن مصر الجامعية أثناء الدراسة الجامعية، كما منحته كلية الاقتصاد والعلوم السياسية «درع الكلية» على أثر فوزه بالمركز الأول على مستوى الجمهورية في النشاط الثقافى لعام 1991. ثم سافر إلى المملكة المغربية ضمن الوفد الطلابى لمصر بعد فوزه بجائز أفضل مقال سياسى على مستوى الجامعات المصرية في صيف 1991.
التحق المسلمانى للعمل باحثاً مساعداً في مركز الدراسات السياسية والإستراتيجية بالأهرام بترشيح من الدكتور حسن نافعة أستاذ التنظيم الدولي والدكتور أحمد يوسف أحمد أستاذ العلاقات الدولية بالكلية.
شارك في كتابة أجزاء من التقرير الاستراتيجى العربي الذي يصدره في مركز الدراسات السياسية معظم سنوات التسعينيات كما ساهم في تحرير عدد من الكتب الأكاديمية حول السياسة المصرية وحول الصراع العربي الإسرائيلي. للكاتب مئات المقالات في صحف الأهرام والمصري اليوم والوفد والعديد من المقالات في الصحف العربية أبرزها الحياة اللندنية وللمسلمانى أحاديث سياسية عديدة في قنوات الجزيرة والعربية وأبو ظبى ودريم والحياة والمحور.
وقد أجمل مشروعة في التحليل عبر برنامجة «الطبعة الأولى» الذي بدأ البث في صيف عام 2008 على قناة دريم الثانية ويقدر عدد مشاهديه داخل مصر وخارجها بأكثر من ثلاثين مليون مشاهد.
يعتمد الكاتب السياسى أحمد المسلمانى على الأسلوب البسيط في العرض والتحليل الأمر الذي جذب إليه العديد من الفئات البعيدة عن السياسة وهو ماجعل بعض الصحف تطلق علية لقب «عمرو خالد السياسة المصرية» غير أن البرنامج يستقطب النخبة الرفيعة من الساسة والمثقين بمثل مايستقطب العامة والأميين وهو مادعا البعض للقول «إنه يسير على خطى ماوتسى تونج في القدرة على مخاطبة أعمق الفلاسفة وأبسط المواطنين»
وقد ساهم النجاح الكبير لبرنامج «الطبعة الأولى» في حالة التعبئة السياسية ضد نظام الرئيس السابق حسنى مبارك وحكومتة ووزارئه وحزبه الوطني
تعرض برنامج «الطبعة الأولى» للتضيق في عهد الرئيس السابق حسنى مبارك وقد تم قطع الكهرباء عن قناة دريم أثناء إذاعة البرنامج في عام 2009، كما تم وقف البرنامج عن البث في عام 2010 وقد اعيد البرنامج بعد ضغوط من الصحف والمواقع الإلكترونية وقطاعات من النخب الوطنية والرأى العام.
أسهم برنامج «الطبعة الأولى» في خلق حالة من السخط والغضب تجاه السلطة السياسية وخلق حالة من الإحباط تجاه النظام الحاكم، وقدم ملامح مشروع بديل يستعيد الدولة ويتطلع إلى وضع إمبراطوري إقليمى لمصر. وهو مادفع عددا من شباب ثورة 25 يناير للقول بأن حالة التعبئة الوطنية التي شارك فيها المسلمانى كان دافعاً وراء الغضب الشبابى تجاه
النظام واليأس من محاولات الإصلاح.
وقد وصف أستاذ في جامعة الأزهر المسلمانى بأنة «فولتير الثورة المصرية» استناداً إلى حالة التعبئة اليومية واستناداً إلى ماوصفه «بعمق الاسس النظرية والأخر الفكرية» التي انطلق منها المسلمانى في التبشير بالتغيير.
وقد نشرت الصحف مطالبات العديد من الشباب للمسلمانى بالترشح لرئاسة الجمهورية، أثناء جولة محاضراته السياسية بالجامعات المصرية.
قام الكاتب السياسى أحمد المسلمانى بتأسيس مؤسسة الشيخ محمد المسلمانى الخيرية بالغربية وتقوم المؤسسة التي يوجد مقرها في مركز بسيون محافظة الغربية بالعديد من الأنشطة الخيرية في مجالات الصحة والتعليم ومساعدة الفقراء والمرضى.
يقيم المسلمانى صالوناً ثقافياً شهيراً في منزله بالقاهرة.. بدأانعقاد الصالون في عام 2005 وقد شهد الصالون محاضرات لاكثر من مائة ضيف.. ومن بين الذين تحدثوا في صالون المسلمانى.. كبير العلماء العرب الدكثور أحمد زويل والراحل الكبير د. عبد الوهاب الميسرى، وعالم الجيولوجيا د. رشدى سعيد، والأدباء جمال الغيطانى وعلاء الاسوانى ويوسف القعيد ومن الساسة العرب نبيل شعث وكمال شاتيلا.
يلقى الكاتب السياسى أحمد المسلمانى سلسلة من المحاضرات السياسية العامة تشمل الجامعات المصرية.
تحظى محاضرات المسلمانى بقبول شبابى واسع تنشر الصحف والموقع إلكترونية أجزاء منها. وتقع سلسلة محاضرات المسلمانى تحت عنون واحد «مصر من الثورة إلى الدولة.. معالم الطريق»
وهناك من يؤكد أنه حظي بتلميع كبير من الوسط الإعلامي المصري في عهد الرئيس حسني مبارك الذي كان هو من يكتب له الخطابات والكلمات التي يلقيها

## أعماله

### الكتب
- حقوق الإنسان في ليبيا.. حدود التغيير، مركز القاهرة للدراسات حقوق الإنسان، 1999
- الأحزاب السياسية في مصر «محرر» القاهرة، 2000
- المؤسسة العسكرية في إسرائيل، مركز الدراسات الإستراتيجية بيروت، 2001
- الحداثة والسياسة، دار قباء القاهرة، 2002
- ما بعد إسرائيل، بداية التوراة ونهاية الصهيونية، دار ميريت، القاهرة، 2003
- موسوعة 11 سبتمبر.. الرؤية العربية «المحرر الرئيسى» الرياض 2004
- خريف الثورة.. صعود وهبوط العالم العربي، دار ميريت، القاهرة 2005
- مصر الكبرى...نشر في 2012...دار ليلى (كيان كورب) وهو كتاب أكثر من رائع مقسم ل7 فصول
- قام بتحرير كتاب كبير العلماء العرب الدكتور أحمد زويل «عصر العلم»
- قام بتحرير مذكرات القائد العسكري المصري الراحل الفريق سعد الدين الشاذلى
- ما بعد إسرائيل، دار ليلي، الثالث من يناير 2013
- عُين مستشار إعلامي عام 2013 للرئيس المؤقت عدلي منصور واجرى العديد من المؤتمرات الصحفيه كمتحدثا باسم الرئاسة المصرية.

### البرامج التلفزيونية
- الطبعة الاولي

### الأحاديث التلفزيونية
- حوار الاعلامي معتز الدمرداش، برنامج مصر الجديدة، قناة الحياة.
- حوار الاعلامي محمد كريشان، برنامج حديث الثورة، قناة الجزيرة.
- حوار الاعلامي عمرو خفاجي، برنامج مساء السبت، قناة أون تي في.
- حوار الاعلاميان منى الشاذلي وحافظ المرازي، برنامج مصر تنتخب، قناة دريم.
- حوار الاعلاميان مريم أمين وباسم صبري، برنامج مصر انهاردة، التلفزيون المصري.
- حوار الاعلامي باسم يوسف، برنامج البرنامج، أون تي في.
- حوار الكاتب إبراهيم عيسى، برنامج على القهوة، قناة دريم.
- حوار الاعلامية سوزان حرفي، برنامج من أول السطر، قناة مودرن.
- حوار الاعلاميان محمود سعد وجاسمين طه زكي، برنامج البيت بيتك، التلفزيون المصري.
- حوار الخصوم
- حوار مع الاعلامي خيري رمضان في برنامج ممكن

### قناة يوتيوب
لديه قناة علي منصة يوتيوب يقدم من خلالها برنامج «علم سياسة» يقدم بها استعراض للاحداث الجارية وتعليقه عليها.